# Hayden, Alabama
Hayden là một thị trấn thuộc quận Blount, tiểu bang Alabama, Hoa Kỳ. Dân số năm 2009 là 550 người, mật độ đạt 190 người/km².